# Ralph Stanley
Pour les articles homonymes, voir Stanley.
Ralph Edmund Stanley, né le 25 février 1927 à McClure et mort le 23 juin 2016, est un chanteur et musicien américain de bluegrass. Le chanteur s'éteint à 89 ans à cause d'un cancer de la peau.

## Jeunesse
Ralph Edmond Stanley naît en 1927 dans la petite ville de McClure, dans une région rurale au sud-ouest de l'État de Virginie, où il passe son enfance. Sa famille quitte ensuite sa ville natale en 1936 pour aller s'installer définitivement dans le comté de Dickenson. Ses parents lui achètent son premier banjo lorsqu'il est adolescent, pour la somme de 5 $, puis il apprend à en jouer en style clawhammer avec sa mère qui est issue d'une famille de musiciens amateurs.
Il finit ses études secondaires en 1945 et part immédiatement servir dans l'armée où il passe moins d'un an. Dès son retour, il se lance sur scène : comme son frère Carter joue alors dans un groupe nommé Roy Sykes and the Blue Ridge Mountain Boys, il vient chanter à ses côtés.

## Premiers groupes

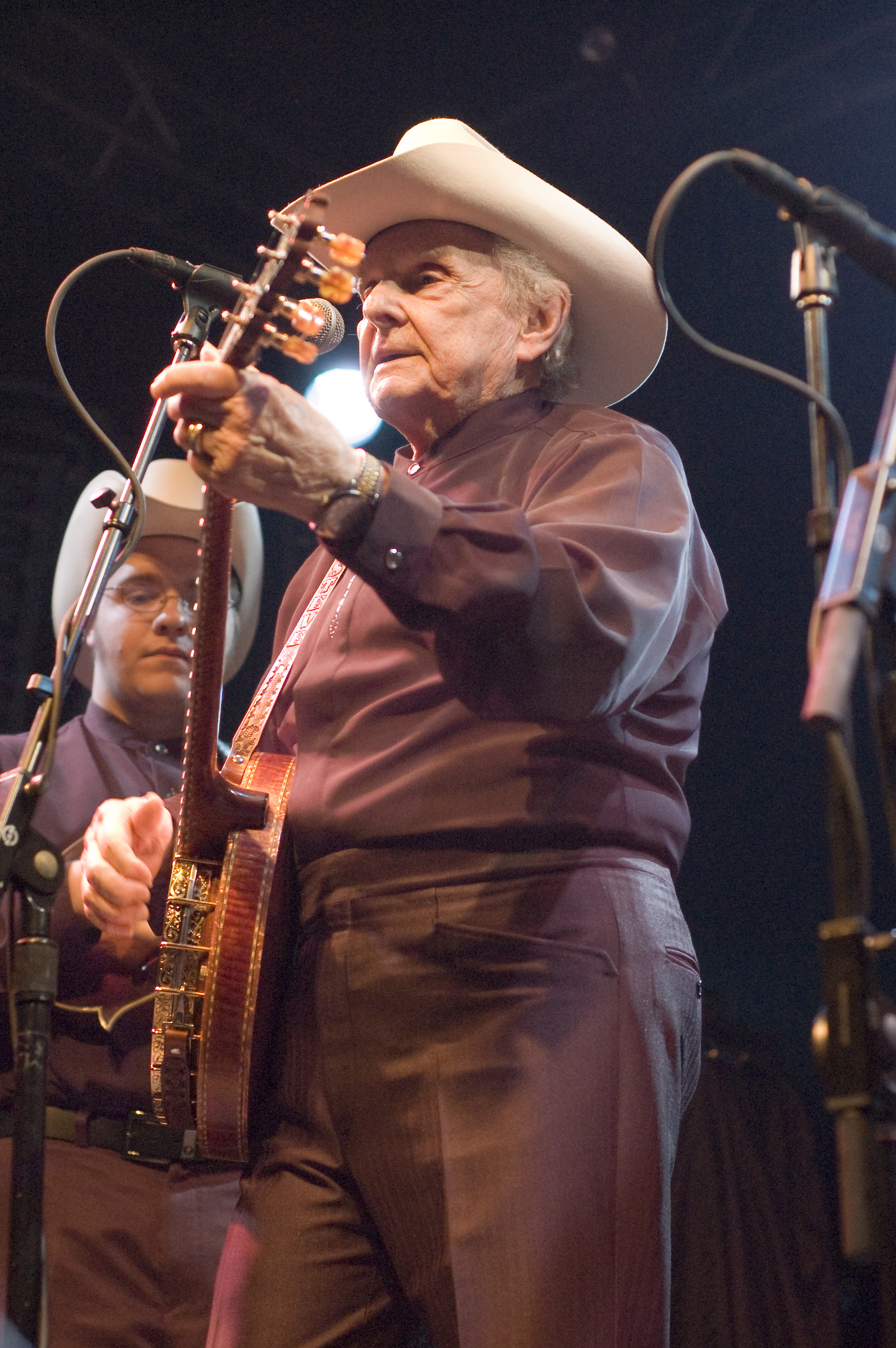
Ralph Stanley en 2008.

Après avoir envisagé de poursuivre des études vétérinaires, Ralph Stanley décide de se consacrer à la musique et s'associe à son frère Carter pour former le groupe des Clinch Mountain Boys qui commence à jouer pour les stations de radio locales. Ils associent alors le style de chant en mode mineur propre au culte baptiste de la région (en) aux harmonies simples de la famille Carter. Après des débuts dans la station WNVA de Norton, ils vont s'installer à Bristol où ils intègrent le programme Farm and Fun Time de la station WCYB ; ils y participent pendant 12 années.
Initialement, ils reprennent surtout des titres de Bill Monroe : ils font d'ailleurs partie des premiers groupes à adopter le nouveau style « bluegrass ». Mais ils en viennent rapidement à composer leurs propres morceaux, et Ralph juge même que son frère Carter est meilleur que lui dans ce rôle. La maison de disques Columbia Records finit par leur signer un contrat sous le nom des Stanley Brothers, ce qui irrite Bill Monroe qui quitte alors Columbia pour Decca. Cela n'empêche pas Carter de retourner plus tard chanter avec le « père du bluegrass », qui aimait beaucoup le style des Stanley Brothers.
Ils signent ensuite avec King Records à la fin des années 1950, et parviennent à perfectionner le style et le son qui leur sont propres. Les deux frères se produisent sous le nom des Stanley Brothers, au sein de leur groupe des Clinch Mountain Boys, de 1946 à 1966. Ralph conserve le nom du groupe lorsqu'il entame sa carrière solo à la mort de Carter en 1966.

## Carrière solo
Quand Carter s'éteint en 1966 des suites d'une cirrhose, Ralph hésite quant à la suite de sa carrière, mais il est poussé à poursuivre par sa maison de disques. Il reprend la direction des Clinch Mountain Boys, où il retrouve Larry Sparks, Roy Lee Centers et Charlie Sizemore, puis y ajoute Ricky Skaggs et Keith Whitley qui ne sont encore que des adolescents. Plus tard, son fils Ralph Stanley II prend sa succession comme chanteur principal et guitariste rythmique des Clinch Mountain Boys.